# Spin Bowling
Spin Bowling ist ein Fachbegriff des Cricketsports und bezeichnet eine spezielle Art, den Ball zu bowlen.
Das Ziel des Spin Bowlings ist, den Ball mit möglichst starker Rotation zu bowlen. Dadurch wird eine deutliche Richtungsänderung erreicht, nachdem der Ball vom Boden abgeprallt ist. Spin Bowler nutzen außerdem auch den Magnus-Effekt, der einen Drift (Seitenbewegung) des Balles verursacht. Das Zusammenspiel von Rotation und Drift führt zu einer außerordentlich schwer vorherzusehenden Flugbahn des Balles. Der Batsman hat hierdurch erhebliche Schwierigkeiten, den Ball korrekt zu schlagen. Die Geschwindigkeit, mit der der Ball geworfen wird, ist dabei ohne wesentliche Bedeutung. Mit 70 bis 90 km/h ist sie wesentlich geringer als beim Fast bowling.
Man unterscheidet vier verschiedene Arten des Spin Bowlings, je nachdem, ob die Rotation mit dem Handgelenk (Wrist Spin) oder mit den Fingern (Finger Spin) erzeugt wird:
- Off Spin – Rechtshänder mit Finger-Spin-Technik.
- Leg Spin – Rechtshänder mit Wrist-Spin-Technik.
- Left-arm orthodox spin – Linkshänder mit Finger-Spin-Technik.
- Left-arm unorthodox spin – Linkshänder mit Wrist-Spin-Technik.

Spin Bowler nutzen meist den abgenutzten Cricketball. Dieser ist rau, was die Rotation verstärkt.
Sie werden meist in einer späteren Phase eines Spieles eingesetzt, dann ist regelmäßig die Pitch wesentlich unebener, was die Richtungsänderung des Balles nach dem Aufkommen auf den Boden nochmals verstärkt.